# Thomas Kinkade's Home for Christmas
Thomas Kinkade's Home for Christmas is een Amerikaanse kerstfilm uit 2008 onder regie van Michael Campus, die direct-naar-video werd uitgebracht. De film is gebaseerd op het schilderij The Christmas Cottage van Thomas Kinkade.
De film werd gemaakt in 2007, met plannen om uitgebracht te worden in de bioscoop. Na enkele vertragingen was de film pas voltooid na Kerstmis dat jaar, en kon het pas een jaar later uitgebracht worden.

## Plot
Het jaar is 1977. Thomas Kinkade is een student in de grote stad die voor de kerstdagen terugkeert naar Placervile, het dorpje waar hij opgroeide en waar zijn moeder Maryanne en jongere broer Pat wonen. Hij begroet onmiddellijk zijn buurman Glen, een kunstschilder die leeft in de vergane glorie en sinds het overlijden van zijn vrouw Nicole depressief is. Glen was ooit Thomas' mentor en hij inspireerde hem om ook schilder te worden. Thomas herkent tegenwoordig echter niets meer van die man in Glen.
Vlak na zijn intrek in het huis waarin hij opgroeide, komt hij tot de ontdekking dat Maryanne niet langer de huur kan betalen. Tenzij ze $5.000 inzamelt, zal ze aan het einde van het jaar uit huis gezet worden. Maryanne heeft te veel gevoel voor eer om geld van anderen te accepteren. Desondanks gaat Thomas op zoek naar een baan. Met een salaris van $500 gaat hij aan de slag aan een muurschilderij op de winkel van de norse Ernie. Zijn realistische schilderstijl inspireert de stad. Al snel bieden mensen hem geld aan voor een plekje in het schilderij, waarin het dorpje wordt afgebeeld.
Ondertussen probeert hij Glen tevergeefs te inspireren om weer te gaan schilderen. Maryanne richt zich op het organiseren van een kunstvoorstelling, die niet geheel op rolletjes loopt. Tot overmaat van ramp ontvangt Thomas een bezoek van Hope, zijn vriendin uit de grote stad die niet begrijpt waarom hij zo lang in het dorpje blijft. De inwoners van de stad bieden uiteindelijk hun hulp aan om Maryannes huis op te knappen voor de verkoop.
Thomas wil dat zijn vader Bill ook helpt, maar hij is nog steeds boos op Maryanne. Sinds hun scheiding brengt Bill zijn dagen voornamelijk door in een bar. Uiteindelijk wordt de familie vlak na Kerstmis gered door Glen, die een laatste schilderij heeft gemaakt zodat Maryanne hem kan verkopen. Glen wordt hartelijk bedankt door de familie en hij overlijdt niet veel later.

## Rolbezetting
| Acteur            | Personage        |
| ----------------- | ---------------- |
| Jared Padalecki   | Thomas Kinkade   |
| Marcia Gay Harden | Maryanne Kinkade |
| Peter O'Toole     | Glen Wesman      |
| Aaron Ashmore     | Pat Kinkade      |
| Richard Burgi     | Bill Kinkade     |
| Geoffrey Lewis    | Butch Conran     |
| Chris Elliott     | Ernie Trevor     |
| Richard Moll      | Big Jim          |
| Kiersten Warren   | Tanya Kapinski   |
| Jay Brazeau       | Meneer Ross      |
| Charlotte Rae     | Vesta Furniss    |
| Edward Asner      | Sidney           |
| Tegan Moss        | Nanette          |
| Gina Holden       | Hope Eastbrook   |